# 錫酸
錫酸（英語：stannic acid）是一種含锡無機酸，其化學式為H2SnO3。锡酸擁有類似於碳酸的結構，不易溶於水，可溶於有機物如丙酮，溶解後可解離成锡酸根离子（SnO32-），也同樣擁有類似碳酸根的共振結構。錫酸中錫離子周圍有6個氫氧根，其結晶結構呈八面體。 已知的含錫无机酸除了錫酸外，還有過錫酸（H4SnO4）和亞錫酸（H2SnO2）等。
锡酸可分为α-锡酸和β-锡酸两种，α-锡酸可通过Sn(IV)在碱中水解制得：
SnCl4 + 4 NH4OH → H2SnO3(α)↓ + 4 NH4Cl + H2O
而β-锡酸可由金屬錫與濃硝酸反應制得:
Sn + 4 HNO3(浓) → H2SnO3↓ + 4 NO2↑ + H2O
α-锡酸常称氢氧化锡(Ⅳ)，是白色无定形粉末或凝胶。α-锡酸不溶于水，溶于酸碱，长期放置或加热逐渐转变为β-锡酸。β-锡酸为白色细晶固体，具有二氧化锡四方晶体结构。不溶于水、酸或碱，加热下溶于浓盐酸和熔融碱，在稀酸或碱作用下可发生胶溶。X射线研究表明，这两种锡酸都是含水锡石，并非异构体，它们溶解性不同是由于粒子大小和聚结程度不同所致。錫酸用作光吸收剂，用于制不透明玻璃、瓷釉等。